# The Believer (revista)
The Believer é uma revista literária estadunidense que abrange também outras artes e cultura em geral. Foi fundada e concebida em 2003 pelo escritor e publicante Dave Eggers, e é editada por Vendela Vida e Heidi Julavits. Ela é publicada em São Francisco bimestralmente por McSweeney s. No entanto, a edição mais recente da publicação, em maio de 2016, foi a do outono de 2015, de acordo com o site; o seu blog continha recentes materiais, em maio de 2016.

## Visão geral
Publicada pela primeira vez em abril de 2003, a revista literária foi criada por Dave Eggers, da McSweeney Publishing em São Francisco, mais amigos que planejavam "focar-se em autores e livros que gostassem", reconhecendo "o conceito de inerentemente bom." Os seus editores são os romancistas Vendela Vida e Heidi Julavits; Karolina Waclawiak também é listada, mas seu website indica que ela não está mais junto desta publicação. Kathryn Borel e Ross Simonini são os editores de entrevista da revista. Em 2005, sua tiragem era de cerca de 15 mil cópias das suas edições regulares. A revista foi descrita pelo editor da Ploughshares, Don Lee, como "uma utópica revista literária. Este é o tipo de coisa que todo mundo sonha em ter - esta qualidade do pessoal a bordo."